# میر (نظام پرداخت)
میر (روسی: Мир، IPA: [ˈmʲir]؛ روشن جهان؛ صلح) یک سیستم پرداخت ملی است که توسط بانک مرکزی روسیه براساس قانون تصویب شده در تاریخ ۱ مه ۲۰۱۷ ایجاد شده‌است. در حال حاضر عمدتاً توسط شرکت‌های مبتنی بر روسیه، مانند Aeroflot یا Railways پذیرفته شده‌است، هرچند که به تدریج در میان شرکت‌های خارجی با عملیات روسیه قرارداد بسته شده به دست می‌آید. سیستم میر توسط The Russian National Card Payment System اداره می‌شود، که یک شرکت تابعه متعلق به بانک مرکزی روسیه است.

این سیستم در سال ۲۰۱۴ به عنوان راهی برای غلبه بر بلوک بالقوه پرداخت الکترونیک طراحی شد، پس از چندین بانک روسی از طریق ویزا و مسترکارت مبتنی بر ایالات متحده به دلیل رژیم تحریم علیه آنها، ارائه خدمات به آنها خودداری کردند. اولین کارتهای کار بر روی سیستم میر در دسامبر ۲۰۱۵ آغاز شد. Sberbank، بانک پیشرو روسیه، در ماه اکتبر سال ۲۰۱۶، کارت‌های آن را صادر کرد. در پایان سال ۲۰۱۶، ۱٫۷۶ میلیون کارت میر توسط ۶۴ بانک صادر شد، تا ژوئن ۲۰۱۸ به ۳۷ میلیون کارت میر افزایش یافته‌است.
میر عمدتاً توسط دولت روسیه ترویج می‌شود، با قانون پیشنهادی که تمام پرداخت‌های رفاهی را از طریق سیستم تا ژانویه ۲۰۱۸ پردازش می‌کند. بانک‌ها تمایلی به انتشار آنها ندارند، زیرا هزینه‌های آنها می‌تواند در مقایسه با کارت‌های متعلق به سیستم‌های پرداخت بیشتر باشد. در ۱ ماه مه سال ۲۰۱۷ قانون مجاز به استفاده از تمام بانک‌ها برای استفاده از میر برای پرداخت حقوق و رفاه بود.
این سیستم در اوستیای جنوبی نیز معرفی شد.

#### اتصال شبکه پرداخت کارتی شتاب و میر
اتصال شبکه پرداخت کارتی شتاب و میر تاکنون در ۲ مرحله اجرایی شده است: در مرحله نخست این در آبان ماه سال ۱۴۰۳، شهروندان ایرانی توانستند با استفاده از برنامه های مربوطه از ایستگاه‌های خودپرداز در کشور روسیه وجه نقد به واحد پولی روبل دریافت کنند. در مرحله دوم در اردیبهشت‌ماه ۱۴۰۴، شهروندان کشور روسیه می توانند با استفاده از برنامه کاربردی (اپلیکیشن) میر پی در پایانه های فروشگاهی کشور ایران خرید انجام کنند.